# René Gailly International Productions
René Gailly International Productions was een Belgisch onafhankelijk platenlabel voor klassieke muziek en jazz. Het werd opgericht door René Gailly, en de maatschappelijke zetel was gevestigd in Ganshoren (Brussel). In september 2000 ging het in vereffening.
René Gailly bracht verschillende jaren de live-opnames uit van de finale van de Koningin Elisabethwedstrijd in een elpee- of cd-box die kort na de wedstrijd verscheen.
Het label werkte voornamelijk met Belgische uitvoerders (Levente Kende, Kamiel D'Hooghe, I Fiamminghi, Koninklijke Muziekkapel van de Gidsen, Peter Verhoyen...), en bracht ook veel en nieuw werk van Belgische componisten uit (Luc Van Hove, Joseph Ryelandt, Lodewijk De Vocht, Elias Gistelinck, Piet Swerts, Jan Van Landeghem...).
Jazzopnamen, onder de benaming "Jazz Cats", waren er onder meer van Pim Jacobs, Richard Rousselet, zangeres Deborah Brown en de Jeggpap New Orleans Jazzband.